# TBCニュース
『tbcニュース』（ティービーシーニュース）は、東北放送（tbcテレビ）にて放送されている定時のローカルニュース番組である。2009年4月よりtbcラジオでも『tbcニュース』として放送。宮城県内のニュースと天気予報を放送する。

## テレビ

### 放送時間（2023年4月から）
| 放送枠 | 放送枠 | 放送時間（JST） | 放送時間（JST） | 放送時間（JST） |
| 放送枠 | 放送枠 | 月 - 金曜日     | 土曜日          | 日曜日          |
| ------ | ------ | --------------- | --------------- | --------------- |
| 朝     | 朝     | 7:45頃 - 7:48頃 | 5:39 - 5:41     | 6:54 - 6:57     |
| 昼     | 昼     | 11:49 - 11:54頃 | 11:54 - 11:57頃 | 11:35 - 11:37頃 |
| 夕方   | 夕方   | （放送なし）    | 18:50 - 18:55   | 17:45頃 - 17:54 |
| 夜     | 夜     | （放送なし）    | 21:54 - 22:00   | 21:54 - 22:00   |

備考
- 平日朝は『ウォッチン!みやぎ』内にて『ウォッチン!NEWS』として放送。
- 週末朝・全曜昼は『JNNニュース』、日曜夕方は『Nスタ』にそれぞれ内包。平日昼はローカルニュース終了後、TBS発の映像（天気カメラの映像を背景として、画面上部に『ひるおび!・第2部』の予告テロップが表示されるもの）をエンドカード代わりにしている。また、土曜夕方は『報道特集』終了後の5分間に放送されるため、『報道特集』のローカル枠は関東ローカルのニュースを差し替え無しでそのまま放送している。
- 平日午後は5分間の放送であるが、前半の2分間はTBCニュースとして1本のストレートニュースを伝えた後『Nスタ』・『Nスタみやぎ』の予告を放送し、後半の3分間は『三越テレショップ』を放送し、後半の方が長い。ただし、『三越テレショップ』は新聞・雑誌・インターネット・番組表が内蔵されているテレビの番組表には文字が一切掲載されていない（2012年9月まで）。2012年10月より『水戸黄門』に内包。
- 2012年4月より『みのもんたの朝ズバッ!』（現：『THE TIME,』）の6:17の枠が天気予報に変更となった。
- 2012年10月より『Nスタみやぎ』が16:50にスタートするため平日午後のTBCニュースは廃止となった。

### その他
- TBCテレビでは、2009年度から『総力報道!THE NEWS』と同じフォーマットを使用するようになり、タイトルロゴも『TBC NEWS』に変わった。そして2010年度からは『JNNニュース』と同じフォーマットを使用している（2010・2011年度は緑色、2012年度からは青色）。2010年9月27日からはデザインは同じであるが、フォーマットの角を丸くしたものに変更されている。
- 2018年9月30日まで単独版を除いてステレオ放送（一部時間帯はモノステレオ放送）を実施していたが、同年10月6日からは単独版でもステレオ放送（但し、モノステレオ放送）を実施している。

## ラジオ

### 放送時間
| 放送枠 | 放送枠 | 放送時間（JST）             | 放送時間（JST） | 放送時間（JST） |
| 放送枠 | 放送枠 | 平日                        | 土曜            | 日曜            |
| ------ | ------ | --------------------------- | --------------- | --------------- |
| 朝     | 朝     | 5:55 - 5:58頃 6:50 - 6:55頃 | （放送なし）    | （放送なし）    |
| 午前   | 午前   | 9:55 - 10:00                | （放送なし）    | （放送なし）    |
| 昼     | 昼     | 13:05 - 13:10頃             | 14:00 - 14:05頃 | 14:55 - 15:00   |
| 夕方   | 夕方   | 17:00 - 17:05頃             | （放送なし）    | （放送なし）    |
| 夜     | 夜     | 21:55 - 22:00               | （放送なし）    | （放送なし）    |

補足
- 平日朝は『Brand-New Morning』 / 『おはようワイド Goodモーニング』、平日午前は『En∞Voyage』、平日昼は『GoGoはみみこい ラジオな気分』（月曜 - 木曜）、『ラジオな気分フライデーフライデー』（金曜）、平日夕方は『シロクジTUNE』、土曜昼は『あつらじ』にそれぞれ内包。
- 17:00は、17:25に放送されている「TBCニューストゥデイ」共々、文化放送（QR）を幹事局とするNRN報道番組「ニュース・パレード」の企画ネット番組扱い（QRからのネット受けは行わず、スポンサーのCMのみをネット）である。